# サン・ジェナーロ祭

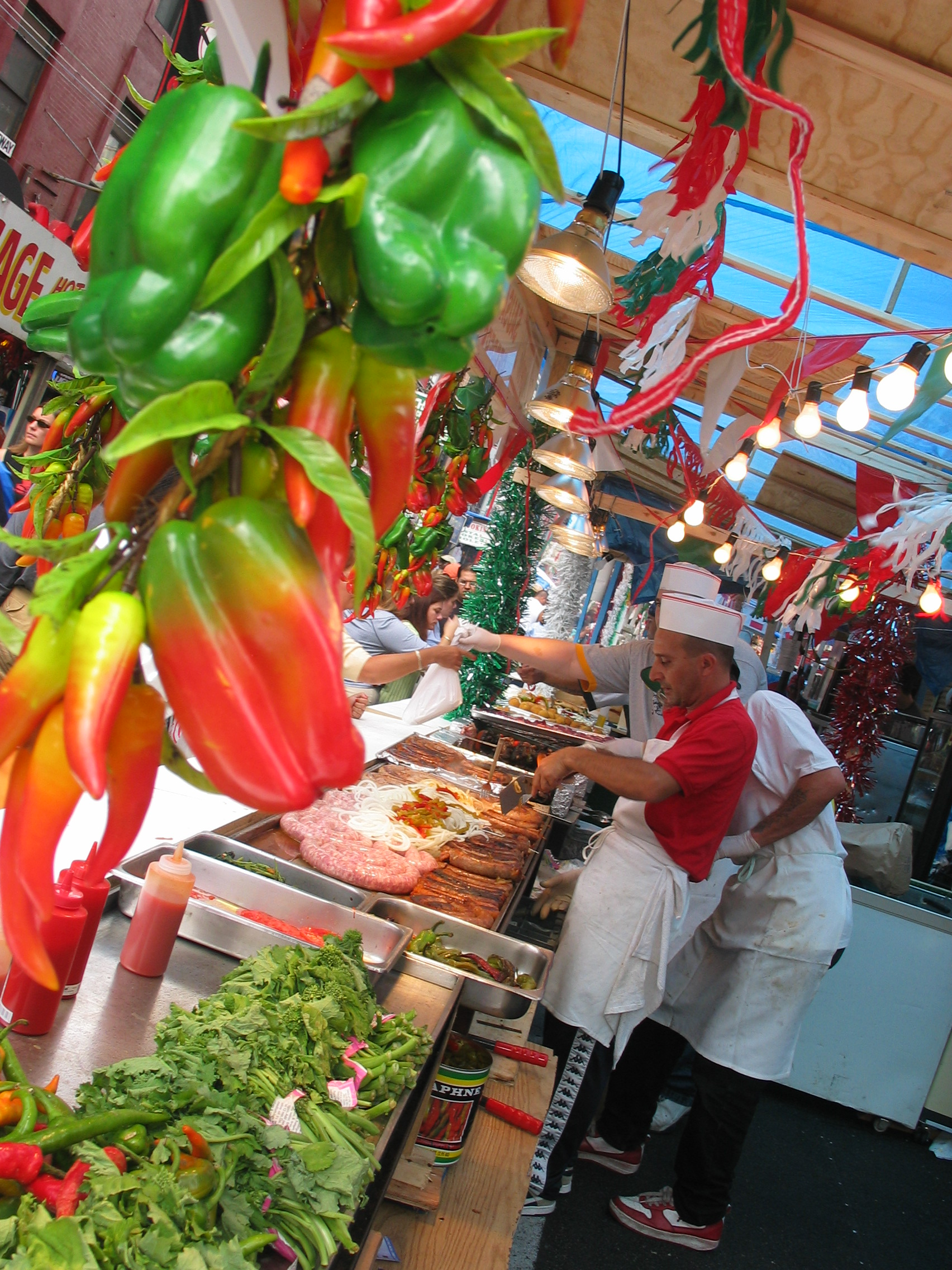
サン・ジェナーロ祭にて、ストリートに設置されたソーセージを販売する露店。

サン・ジェナーロ祭（英文表記:Feast of San Gennaro）は、イタリア系アメリカ人のコミュニティとイタリアの文化を祝う祭りとして、アメリカ合衆国ニューヨークのマンハッタンにある、リトル・イタリーで、毎年9月半ばに行われている祭り。元々は1日限りの宗教的な記念祭であったが、現在は11日間行われる縁日となっている。

## 概要
臨時に車両の通行を遮断されたマルベリー・ストリートに集中するこのサン・ジェナーロ祭は、全般的にパレードや露店、ソーセージ、各種ゲームや、揚げて砂糖をまぶした菓子パンの一種であるゼッポレが特徴である。モースト・プレシャス・ブラッド教会にて祝賀のミサが行われた後すぐに、「大行進 (The Grand Procession) 」と呼ばれるイベントが午後2時から始められる。これはロウソクで照らされたカトリック教会の行進で、サン・ジェナーロ（ヤヌアリウス）の像が、リトル・イタリーのストリートを通って常設の拠点であるモースト・プレシャス・ブラッド教会へと運ばれるイベントである。
区域に住む住人の一部は、祭りで生み出される騒音や散らかるゴミ、群がる人々が良質な地域の生活に悪影響を与えているとして、これまで祭りを批判してきた。近年では、組織的犯罪が祭りを取り巻いているとして、申し立てが行われている。ニューヨークの市長であったマイケル・ブルームバーグは、きちんとした段階を踏んだ上で、祭りがそうした統制から解放されるようにしたと述べた。
ブロンクス地区にあるニューヨークのもう他のリトル・イタリー、フォーダム及びベルモントのコミュニティでは、もう一つの同様の祭りが行われている。ストリートは交通を一時的に遮断し、早朝から祝いの催しが始められ、深夜まで続けられる。2002年には、ジミ・キンメルとドウグ・デルーカが「ロサンゼルスサン・ジェナーロ祭」を創立し、ハリウッドで毎年9月に行われている。
祭りの名称ともなっているサン・ジェナーロ（聖ヤヌアリウス）は、イタリア・ナポリの守護聖人である。彼の祝祭日は、カトリック教会の典礼式の暦上では9月19日となっている。最初のサン・ジェナーロ祭は、イタリアの習慣を順守し続けていたナポリからの移民が到着して間もない、1926年9月18日に行われた。アメリカ合衆国における都市以外でも、同様の祭りが支持されている。

## 大衆文化における祭り
サン・ジェナーロ祭は映画「ゴッドファーザーPARTII」と「ゴッドファーザーPARTIII」の両方で取り上げられた。「PARTII」では、ヴィトー・コルレオーネが、祭りで大行進の一つが行われている最中に、地元マフィアのドン・ファヌッチを暗殺する。この暗殺でヴィトー・コルレオーネは力を持つようになり、マフィアに影響を及ぼした。「PARTIII」では、ヴィトーの孫であるヴィンセント・“ヴィニー”・マンシーニ＝コルレオーネが、ライバル関係にあったジョーイ・ザザをかなり公然と暗殺したため、リトル・イタリー中に大きなパニック状態をもたらした。怒り心頭に発したマイケル・コルレオーネは、こうした行為を二度と起こさぬように命ずる。